# Aidan Morris
Aidan Morris (Fort Lauderdale, 16 novembre 2001) è un calciatore statunitense, centrocampista del Middlesbrough e della nazionale statunitense.

## Carriera

### Club
Cresciuto nel settore giovanile dei Columbus Crew, esordisce in prima squadra l'11 luglio 2020, disputando l'incontro di MLS vinto per 0-4 contro l'FC Cincinnati. L'8 aprile 2021 esordisce anche nelle competizioni continentali, giocando l'incontro vinto per 0-4 contro i nicaraguensi del Real Estelí, valido per la CONCACAF Champions League 2021.

### Nazionale
Ha rappresentato le nazionali giovanili statunitensi Under-18 ed Under-20. Nel 2023 ha esordito in nazionale maggiore.

## Statistiche

### Presenze e reti nei club
Statistiche aggiornate al 9 novembre 2024.
| Stagione             | Squadra              | Campionato           | Campionato | Campionato | Coppe nazionali | Coppe nazionali | Coppe nazionali | Coppe continentali | Coppe continentali | Coppe continentali | Altre coppe | Altre coppe | Altre coppe | Totale | Totale |
| Stagione             | Squadra              | Comp                 | Pres       | Reti       | Comp            | Pres            | Reti            | Comp               | Pres               | Reti               | Comp        | Pres        | Reti        | Pres   | Reti   |
| -------------------- | -------------------- | -------------------- | ---------- | ---------- | --------------- | --------------- | --------------- | ------------------ | ------------------ | ------------------ | ----------- | ----------- | ----------- | ------ | ------ |
| 2022                 | Columbus Crew 2      | MNP                  | 3          | 0          | -               | -               | -               | -                  | -                  | -                  | -           | -           | -           | 3      | 0      |
| 2020                 | Columbus Crew        | MLS                  | 8+1        | 0          | -               | -               | -               | -                  | -                  | -                  | MiB         | 2           | 0           | 11     | 0      |
| 2021                 | Columbus Crew        | MLS                  | 0          | 0          | -               | -               | -               | CCL                | 2                  | 0                  | CC          | 0           | 0           | 2      | 0      |
| 2022                 | Columbus Crew        | MLS                  | 27         | 0          | USOC            | 1               | 0               | -                  | -                  | -                  | -           | -           | -           | 28     | 0      |
| 2023                 | Columbus Crew        | MLS                  | 30+6       | 4          | USOC            | 3               | 0               | -                  | -                  | -                  | LC          | 3           | 0           | 42     | 4      |
| gen.-giu. 2024       | Columbus Crew        | MLS                  | 16         | 2          | -               | -               | -               | CCC                | 6                  | 1                  | -           | -           | -           | 22     | 3      |
| Totale Columbus Crew | Totale Columbus Crew | Totale Columbus Crew | 81+7       | 6          |                 | 4               | 0               |                    | 8                  | 1                  |             | 5           | 0           | 105    | 7      |
| 2024-2025            | Middlesbrough        | FLC                  | 15         | 0          | FACup+CdL       | 0+2             | 0+0             | -                  | -                  | -                  | -           | -           | -           | 17     | 0      |
| Totale carriera      | Totale carriera      | Totale carriera      | 106        | 6          |                 | 6               | 0               |                    | 8                  | 1                  |             | 5           | 0           | 125    | 7      |

### Cronologia presenze e reti in nazionale
| Cronologia completa delle presenze e delle reti in nazionale ― Stati Uniti | Cronologia completa delle presenze e delle reti in nazionale ― Stati Uniti | Cronologia completa delle presenze e delle reti in nazionale ― Stati Uniti | Cronologia completa delle presenze e delle reti in nazionale ― Stati Uniti | Cronologia completa delle presenze e delle reti in nazionale ― Stati Uniti | Cronologia completa delle presenze e delle reti in nazionale ― Stati Uniti | Cronologia completa delle presenze e delle reti in nazionale ― Stati Uniti | Cronologia completa delle presenze e delle reti in nazionale ― Stati Uniti |
| Data                                                                       | Città                                                                      | In casa                                                                    | Risultato                                                                  | Ospiti                                                                     | Competizione                                                               | Reti                                                                       | Note                                                                       |
| -------------------------------------------------------------------------- | -------------------------------------------------------------------------- | -------------------------------------------------------------------------- | -------------------------------------------------------------------------- | -------------------------------------------------------------------------- | -------------------------------------------------------------------------- | -------------------------------------------------------------------------- | -------------------------------------------------------------------------- |
| 26-1-2023                                                                  | Los Angeles                                                                | Stati Uniti                                                                | 1 – 2                                                                      | Serbia                                                                     | Amichevole                                                                 | -                                                                          | 88’                                                                        |
| 19-4-2023                                                                  | Glendale                                                                   | Stati Uniti                                                                | 1 – 1                                                                      | Messico                                                                    | Amichevole                                                                 | -                                                                          | 64’                                                                        |
| 24-6-2023                                                                  | Chicago                                                                    | Stati Uniti                                                                | 1 – 1                                                                      | Giamaica                                                                   | Gold Cup 2023 - 1º turno                                                   | -                                                                          |                                                                            |
| 28-6-2023                                                                  | Saint Louis                                                                | Saint Kitts e Nevis                                                        | 0 – 6                                                                      | Stati Uniti                                                                | Gold Cup 2023 - 1º turno                                                   | -                                                                          | 56’                                                                        |
| 20-1-2024                                                                  | San Antonio                                                                | Stati Uniti                                                                | 0 – 1                                                                      | Slovenia                                                                   | Amichevole                                                                 | -                                                                          |                                                                            |
| 7-9-2024                                                                   | Kansas City                                                                | Stati Uniti                                                                | 1 – 2                                                                      | Canada                                                                     | Amichevole                                                                 | -                                                                          | 62’                                                                        |
| 10-9-2024                                                                  | Cincinnati                                                                 | Stati Uniti                                                                | 1 – 1                                                                      | Nuova Zelanda                                                              | Amichevole                                                                 | -                                                                          | 86’                                                                        |
| 12-10-2024                                                                 | Austin                                                                     | Stati Uniti                                                                | 2 – 0                                                                      | Panama                                                                     | Amichevole                                                                 | -                                                                          |                                                                            |
| 15-10-2024                                                                 | Guadalajara                                                                | Messico                                                                    | 2 – 0                                                                      | Stati Uniti                                                                | Amichevole                                                                 | -                                                                          | 34’ 83’                                                                    |
| Totale                                                                     |                                                                            | Presenze                                                                   | 9                                                                          |                                                                            | Reti                                                                       | 0                                                                          |                                                                            |

## Palmarès

### Club

#### Competizioni nazionali
- Campionato MLS: 2

Columbus Crew: 2020, 2023